# Aufstand von Franz II. Rákóczi

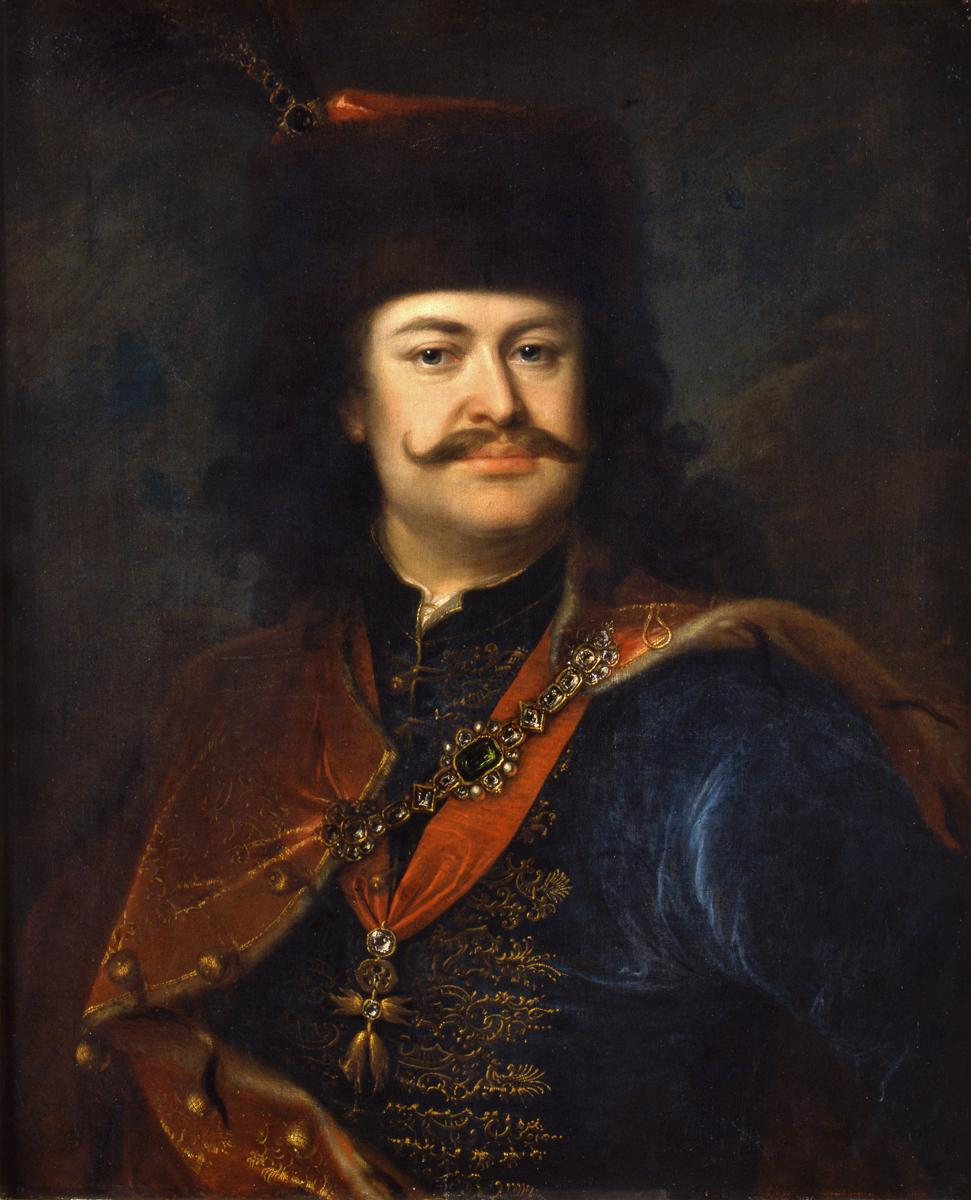
Franz II. Rákóczi

Der Aufstand von Franz II. Rákóczi (auch der Kuruzenkrieg oder Freiheitskampf von Franz II. Rákóczi genannt) war 1703 bis 1711 der letzte aus einer Serie von antihabsburgischen Aufständen (1604–1711) im Königlichen Ungarn (genauer: in der heutigen Slowakei, heutigem Nordostungarn und der heutigen West-Karpatoukraine) und in Siebenbürgen und zugleich der letzte sogenannte Kuruzenaufstand.

## Ursachen

### Vorgeschichte
Siehe: Kuruzen oder Slowakei in der frühen Neuzeit

### Unmittelbare Ursachen
Die Hauptursachen des Aufstands waren insbesondere:
- Es gab ständige absolutistische Tendenzen der Habsburger (z. B. Ständeversammlung 1687).
- Es entstanden Streitigkeiten um Eigentumsfragen: Zur Regelung der Eigentumsverhältnisse nach der Vertreibung der Türken aus Ungarn (sukzessive seit 1684) wurde nämlich 1688 in Wien eine Sonderkommission eingerichtet. Sie arbeitete zur Unzufriedenheit des ungarischen Adels: Viele Grundstücke fielen mangels schriftlicher Eigentumsunterlagen, die das Eigentum an den Grundstücken aus der vortürkischen Zeit (etwa vor 1541) beweisen könnten, an den Staat, welcher sie an Österreicher (Hofadlige, Militärs, Beamte und Kriegslieferanten) oder andere Ausländer verschenkte oder billig verkaufte.
- Der nächste Streitpunkt waren die Steuern: Die Türkenkriege (Anfang des 16. Jahrhunderts – 1699) hatten umfangreiche Schäden hinterlassen, die Bevölkerungszahl stagnierte bei gerade einmal 4 Millionen, viele Ländereien waren völlig zerstört und verödet. Das Königreich Ungarn hatte jährlich 400.000 von 3 Millionen Gulden Kriegskosten aufzubringen. Es hieß, das Königliche Ungarn bezahle den Habsburgern in zwei Jahren (1685/86) mehr als den Türken in 100 Jahren. Eine 1689 neu eingeführte Kriegssteuer musste schließlich vom österreichischen Militär gewaltsam eingetrieben werden.
- Ein weiteres Argument zur Rechtfertigung des letzten Kuruzenaufstandes waren auch Willkürakte, Plünderungen und Verbrechen der kaiserlichen Armee, auch wenn diese nicht immer dafür verantwortlich war und einzelne Fälle deshalb auch gerichtlich geahndet worden waren. (Anm.: Die Kuruzen agierten teilweise ähnlich grausam und gaben vor, dass ihre Taten Habsburger Herkunft seien). In jedem Fall waren die Soldaten nicht kaserniert, sondern bei Bauern und Bürgern einquartiert, was ihnen schon immer die Gelegenheit zu Übeltaten bot.
- Schließlich wurde auch die Rekatholisierung weiter betrieben und auch die Not der Bauern und Leibeigenen wurde immer größer, da auf deren Schultern alle Last abgeladen wurde.
- Seit 1701 gab es zusätzlich das Argument, dass die ungarischen Bauern gewaltsam in die habsburgische Armee einberufen wurden, um im Spanischen Erbfolgekrieg (1701–1714) zu kämpfen.

## Verlauf

Die Kuruzzenschanze im östlichen Wiener Becken (Aufnahmeblätter der Landesaufnahme, Situation von 1873)
Die Alte Schanze (links) von Petronell nach Süden
Verlauf der Schanze im Norden von Parndorf
Die Schanze zwischen Parndorf und Neusiedl am See, am südlichen Ende der Tabor von Neusiedl

### Expansion (1700–1708)
Der Aufstand begann im Jahre 1700, als der Adlige Franz II. Rákóczi Kontakt zu Ludwig XIV. von Frankreich aufnahm und um Unterstützung bei einem Aufstand gegen die Habsburger bat (Spanischer Erbfolgekrieg). Rákóczi wurde verraten und verhaftet, konnte jedoch aus seiner Internierung in Wiener Neustadt nach Polen flüchten. Am 16. Juni 1703 übernahm er die Führung eines in der Karpatoukraine (Teil des Königreichs Ungarn) ausgebrochenen eher kleinen Aufstands (Kleinadlige, Heiducken, Bauern), der sich dann sukzessive in die heutige Slowakei und das heutige Nordungarn ausbreitete.
Die Adligen im Nordosten des Königreichs Ungarn, auf das sich der Aufstand anfangs beschränkte, waren (zumindest anfangs) geteilt – einige, vor allem in der Ostslowakei, unterstützten Rákóczi, andere waren gegen ihn. Mit Hochadligen hatten die Kuruzen zwar nichts im Sinn, aber Franz II. und dessen Familie gehörten diesem selbst an.
Bis Dezember 1703 eroberten die Kuruzen die gesamte Slowakei und Teile Nordungarns, jedoch ohne all die wichtigen Städte (Bratislava, Košice usw.). 1704 folgten auch einige Attacken in Mähren. Nach zahlreichen weiteren Kämpfen kontrollierte Rákóczi 1705 bereits praktisch die ganze Slowakei und heutiges Nordungarn. Bezüglich des Gebiets von Österreich wurden bei diesem Aufstand ab Dezember 1703 Teile von Niederösterreich (die Umgebung von Wien), das heutige Burgenland und die östliche Steiermark bis 1709 mehrmals überfallen und verwüstet. Hierbei wurde auch Burg Sümeg eingenommen, welche erst 1709 von kaiserlichen Truppen zurückerobert werden konnte. Zum Schutz der habsburgischen Hauptstadt Wien wurde 1704 der Linienwall (Verlauf des Gürtels), eine leichte Befestigungslinie, angelegt, und zwischen der Donau und dem Neusiedler See die Kuruzzenschanze errichtet.
1704 ließ sich Rákóczi zum Fürsten von Siebenbürgen wählen, obwohl Siebenbürgen seit Jahren kein unabhängiges Fürstentum mehr war.
Das auf dem ersten Landtag der von Rákóczi eroberten Gebiete im Jahre 1705 in Szécsény propagierte Ziel des Aufstandes war die Wiederherstellung der ständischen Verfassung, die Schaffung eines unabhängigen Königreichs Ungarn mit freier Königswahl, in dem Siebenbürgen selbständiges Fürstentum bleiben sollte. Nachdem Rákóczi auf „seinem“ Gebiet in den Jahren 1706–1708 mit zahlreichen Aufständen gegen seine schlechte Wirtschaftspolitik und despotische Herrschaft zu kämpfen hatte und nachdem er die slowakischen Bergbaustädte an die Habsburger verloren hatte, versuchte er seine Lage noch zu retten, indem er auf dem dritten Landtag von Rákóczi im Jahre 1708 in Sárospatak die am Aufstand beteiligten Bauern gegenüber ihren Grundbesitzern für frei erklärte. Da es aber ähnliche Erklärungen seinerseits schon vorher gab, haben ihm die Bauern zu Recht nicht mehr geglaubt.
Obwohl Franz II. Rákóczi kein Feldherr war, verfügte er 1705 über 100.000 Mann und kontrollierte sehr schnell die ganze Slowakei und das heutige Nordungarn. Ein wesentlicher Faktor bei diesem Erfolg war es, dass 1703 zu seinen Truppen sehr viele Offiziere der österreichischen Armee, die zuvor gegen ihn kämpften, z. B. Alexander Károlyi (ung. Károlyi Sándor), übertraten, so dass er mit der modernen Kriegsführung vertraut war. Andererseits waren aber viele seiner Kuruzentruppen disziplinlos, arbeiteten nur mangelhaft zusammen und beherrschten nur eine Art der Kriegsführung, welche Emmerich Thököly und vor ihm andere Streifscharführer praktiziert hatten, und hatten Mangel an Waffen.
In der Schlacht von Zsibó am 15. November 1705 erlitt die ungarische Kavallerie eine Niederlage, obwohl es den Kuruzen gelungen war, ihre Gegner mit einer schrill klingenden Kegeloboe einzuschüchtern. Dieses daraufhin von den Habsburgern verbotene Blasinstrument erhielt den Beinamen Rákóczi-síp und wurde zu einem Symbol der nationalen Identität der Ungarn.

### Niederschlagung (1708–1711)
Doch die günstige militärische Lage wendete sich im Frühling 1708, als der unerbittliche habsburgische General Sigbert Heister zum Oberbefehlshaber der kaiserlichen Truppen ernannt wurde. Am 3. August 1708 wurden die Kuruzen in einer Schlacht bei der Stadt Trenčín/Trentschin/Trencsén trotz zweifacher zahlenmäßiger Überlegenheit geschlagen und es folgte eine Serie von Niederlagen. Im April 1711 fiel auch die letzte größere Siedlung, Košice/Kaschau/Kassa, in die Hände der Habsburger. 1711 blieben nur noch etwa 12.000 Kuruzen übrig.
Nachdem Rákóczi nach Polen geflohen war, schloss 1711 sein Stellvertreter Graf Alexander Károlyi dank des diplomatischen Geschicks des Grafen Johann Pálffy (eines Diplomaten, dem die Habsburger aus taktischen Überlegungen die Position seines Vorgängers General Heister überließen) einen Frieden mit den Habsburgern – den Frieden von Sathmar/Szatmár. Die Habsburger gewährten den Aufständischen Amnestie gegen einen Treueid, das Recht auf ständische Selbstverwaltung und speziell dem ungarischen Adel das Verfügungsrecht über seine Güter, Leibeigenen und die Steuerfreiheit. Im Gegenzug wurde das Erbfolgerecht der Habsburger in Ungarn anerkannt.